# Saint-Arnoult (Oise)
Saint-Arnoult – miejscowość i gmina we Francji, w regionie Hauts-de-France, w departamencie Oise. Nazwa miejscowości pochodzi od imienia św. Arnulfa, Arnolfa.
Według danych na rok 1990 gminę zamieszkiwały 173 osoby, a gęstość zaludnienia wynosiła 22 osoby/km² (wśród 2293 gmin Pikardii Saint-Arnoult plasuje się na 824. miejscu pod względem liczby ludności, natomiast pod względem powierzchni na miejscu 615.).